# Мясоєдов Станіслав Дмитрович
Станіслав Дмитрович Мясоєдов (25 вересня 1954 року) — професор, доктор медичних наук. Завідувач кафедри онкології Національної медичної академії післядипломної освіти імені П. Л. Шупика.

## Біографічні відомості
Станіслав Дмитрович Мясоєдов народився 25 вересня 1954 року у м. Єфремов Тульської області Росії у сім'ї Дмитра Володимировича М'ясоєдова, лікаря-хірурга Ришканської районної лікарні та М'ясоєдової Наталії Степанівни, лікаря-ентомолога Ришканськой санепідстанції. Навчався у середній школі у Молдові та Києві. По закінченні середньої школи працював лаборантом кафедри біології КМІ ім. О. О. Богомольця. З 1972 р. по 1978 р. навчався на лікувальному факультеті Київського медичного інституту ім. О. О. Богомольця, у 1978—1979 рр. навчався в інтернатурі з хірургії у Київському НДІ клінічної та експериментальної хірургії . З 1079 р. працював хірургом тора кального відділення цього інституту, а з 1960 р. — на наукових посадах відділу хірургії шлунково-кишкового тракту. У 1990 р. захистив кандидатську дисертацію за спеціальністю «хірургія» «Органозберігаючі операції в лікуванні пептичних стриктур стравоходу» (науковий керівник — акад. Шалімов О. О.), у 2003 р. захистив докторську дисертацію за спеціальністю «хірургія» «Рефлюксна хвороба стравоходу (діагностика та хірургічне лікування)» (науковий консультант — чл.-кор. НАМН України проф. Саєнко В. Ф.). З 2004 р. працював на посаді професора кафедри торако-абдомінальної хірургії (пізніше: кафедра хірургії та трансплантології НМАПО імені П. Л. Шупика. З 2008 р. працює завідувачем кафедри онкології як обраний за конкурсом.
Мясоєдов С. Д. має вищі кваліфікаційні категорії по хірургії та онкохірургії, обіймає посаду Керівника клініки кафедри онкології НМАПО імені П. Л. Шупика у Київському міському клінічному онкологічному центрі.

## Життєпис
По закінченню середньої школи працював лаборантом кафедри біології КМІ ім. О. О. Богомольця

## Освіта
З 1972 р. по 1978 р. навчався на лікувальному факультеті Київського медичного інституту ім. О. О. Богомольця, у 1978—1979 рр. навчався в інтернатурі з хірургії у Київському НДІ клінічної та експериментальної хірургії.

## Захист дисертаційних робіт
У 1990 р. захистив кандидатську дисертацію за спеціальністю «хірургія» «Органозбережні операції в лікуванні пептичних структур стравоходу» (науковий керівник — акад. Шалімов О. О.), у 2003 р. захистив докторську дисертацію за спеціальністю «хірургія» «Рефлюксна хвороба стравоходу (діагностика та хірургічне лікування)» (науковий консультант — чл.-кор. НАМН України проф. Саєнко В. Ф.)

## Наукова діяльність
Онкологія, онкохірургія, онкоторакальна хірургія, мамологія, онкоабдомінальна хірургія. Є автором та співавтором 170 друкованих наукових праць, 7 патентів України. Брав участь у проведенні 18 багатоцентрових рандомізованих контрольованих дослідження, з них у 5 — як головний дослідник.

## Патенти
1. Патент 29196 А, Україна. МПК 6 А 61 В 17/00. Спосіб лікування пухлин та рубцево-виразкових процесів стравоходу і шлунка / В. Ф. Саєнко, П. М. Кондратенко, С. Д. Мясоєдов. — Заявлено 28. 01. 98; Опубл. 16. 10. 2000 // Бюл. № 5-11.
2. Патент 31468 А, Україна. МПК 6 А 61В 17/00. Спосіб хірургічного лікування рефлюксної хвороби стравоходу / С. Д. Мясоєдов. — Заявлено 11.09.1998; Опубл. 15.12. 2000 // Бюл. № 7-11.
3. Патент 47066 А, Україна. МПК 7 А 61 № 1/00. Спосіб лікування рефлюкс-езофагіту / П. М. Кондратенко, С. Д. Мясоєдов, Г. О. Кузьменко. — Заявлено 13.07. 2001; Опубл. 17.06.2002 // Бюл. № 6.
4. Рішення про видачу патенту на винахід. Спосіб виконання езофагопластики / В. Ф. Саєнко, А. А. Пустовіт, С. Д. Мясоєдов, Б. Б. Мовчан (Україна); ІХтаТ АМН України. — № 2003042883; Заявл. 02. 04. 2003; Дата прийняття рішення 15. 01. 2004. Опубл. 15. 01. 2004. Бюл. № 1.
5. Рішення про видачу патенту на винахід. Спосіб діагностики стравоходу Барретта / В. Ф. Саєнко, С. Д. Мясоєдов, В. В. Крощук (Україна); ІХтаТ АМН України. — № u 2005 05065; Заявл. 30. 05. 2005; Дата прийняття рішення 15. 12. 2005. Опубл. 15. 12. 2005. Бюл. № 12.
6. Саєнко В. Ф., Мясоєдов С. Д., Крощук В. В. Спосіб виконання повної фундоплікації в лікуванні стравоходу Барретта. Рішення про видачу патенту на винахід. ІХтаТ АМН України. — № u200605739; Заявл. 25.05.2006; Дата прийняття рішення 15.01.2007. Опубл. 15.01.2007. — Бюл. № 1, 2007 р.
7. Сорокін Б. В., Пироговський В. Ю., Мясоєдов С. Д., Кондаков Р. О., Тащієв Р. К., Тараненко А. О., Злобинець С. О., Лященко М. М., Задорожний С. П., Плем'янник С. В., Адаменко О. І., Зюнькін В. Г. Спосіб формування кутанео-колоанастомозу при інтерсфінктерних резекціях прямої кишки з приводу раку. Патент на корисну модель № 55694. Рішення про видачу патенту на винахід — № u201006212; Заявл. 21.05.2010; Дата прийняття рішення 27.12.2010. Опубл. 27.12.2010. — Бюл. № 24, 2010 р.

## Основні наукові праці
1. Саенко В. Ф., Мясоедов С. Д., Кондратенко П. Н., Андреещев С. А. Пептические стриктуры пищевода и их оперативное лечение // Грудная и сердечно-сосудистая хирургия. — 1994. — № 1. — С. 55-58.
2. Мясоєдов С. Д., Чорна І. С., Фурманенко О. Д., Андреєщев С. А., Кондратенко П. Н. Діагностика та хірургічне лікування рефлюксної хвороби стравоходу, яка супроводжується розладами моторики // Клін. хірургія. — 2000. — № 3. — С. 9-12.
3. Мясоєдов С. Д., Сморжевський В. Й., Чорна І. С., Костилєв М. В., Фурманенко О. Д. Діагностика кардіалгії стравохідного походження // Збірник наукових праць співробітників КМАПО ім. П. Л. Шупика. — К., 2000. — Вип. 9, кн. 1. — С. 250—256.
4. Sayenko V. F, Myasoyedov S. D., Romanov A. V., Petunin Yu. I. Far remote results of total fundoplication for gastroesophageal reflux disease (GERD) // Acta chir belg. — 2005. — Vol. 105, № 5. — P. 20-21.
5. Саєнко В. Ф., Мясоєдов С. Д., Андреєщев С. А., Кондратенко П. Н., Чорна І. С., Уманець М. С., Федючек А. С., Нежинець Н. В., Шаламова Р. О. Хірургічне лікування дивертикулу Ценкера // Збірник наукових праць співробітників НМАПО ім. П. Л. Шупика. — К., 2006. — Вип. 9, кн. 4. — С. 1046—1049.
6. Саєнко В. Ф., Мясоєдов С. Д., Андреєщев С. А., Кондратенко П. М., Уманець М. С., Федючек А. С., Стадільна Т. Є. Абдоміноцервікальний доступ в лікуванні раку стравоходу та раку шлунка, що поширюється на стравохід // Клін. хірургія. — 2006. — № 10. — С. 5-10.
7. Саєнко В. Ф., Мясоєдов С. Д., Андреєщев С. А., Кондратенко П. М. Шалімовські принципи лікування раку стравоходу та раку шлунка, що поширюється на стравохід // Клін. хірургія. — 2007. — № 2-3. — С. 10-12.
8. О. І. Євтушенко, А. В. Тофан, С. Д. Мясоєдов, Г. А. Анохіна, В. І. Максимлюк, Г. С. Бойко. Ендоскопія стравоходу, шлунка та дванадцятипалої кишки: Навчальний посібник. / За редакцією д.м.н., проф. Євтушенка О. І. — К.: Вістка, 2007. — 280 с.
9. Мясоєдов С. Д., Полінкевич Б. С., Андреєщев С. А., Кондратенко П. М. Гастректомія із субтотальною езофагектомією в лікуванні шлунково-стравохідного раку // Збірник наукових праць співробітників НМАПО імені П. Л. Шупика. — К. , 2007. — Вип. 16, кн. 1. — С. 120—125.
10. Мясоєдов С. Д., Андреєщев С. А., Кондратенко П. М., Тодуров І. М. Шунтувальна езофагоколонопластика в лікуванні рубцевої післяопікової стриктури стравоходу // Клін. хірургія. — 2007. — № 10. — С. 5-7.
11. Андреєщев С. А., Мясоєдов С. Д., Бульба М. В., Дрюк М. Ф., Чернуха Л. М., Вахненко Л. М. Хірургічна корекція персистуючого хілотораксу // Клін. хірургія. — 2008. — № 9. — С. 5-9.
12. Мясоедов С. Д., Андреещев С. А., Полинкевич Б. С., Тодуров И. М. Влияние выбора оперативного доступа на непосредственные результаты хирургического лечения рака пищевода // XXI век: фармацевтическое производство, научные исследования в области здравоохранения и предоставление медицинских услуг в странах СНГ на современном этапе / Материалы международного научного симпозиума. 28 мая 2008 г. Вашингтон, 2008. — С. 58–59.
13. Myasoyedov S., Koshehl K., Myasoyedov D., Oliynichenko G. , Gordiychuk P., Mezentsev S. The impact of neoadjuvant chemotherapy on far remote results of treatment of low differentiated and nondifferentiated forms of gastric cancer // Abstract Book of the 8th International Gastric Cancer Congress (June 10-13, 2009, Krakow, Poland). — P. 50.
14. Myasoyedov S., Myasoyedov D., Oliynichenko G., Andreyeshchev S., Koshehl K., Gordiychuk P. The influence of the stomach extirpation method on the risk of functional disorders and complications occurrence after gastrectomies performed for cancer // Abstract Book of the 8th International Gastric Cancer Congress (June 10-13, 2009, Krakow, Poland). — P. 37.
15. Мясоедов С. Д., Андреещев С. А., Кондратенко П. Н. Хирургическое и консервативное лечение первичной ахалазии кардии // Харківська хірургічна школа. — 2010. — № 6.1 (45). — С. 88-90.
16. Sorokin B., Pirogovskij V., Miasoedov S., Kozak O., Taschiev R., Adamenko O., Zlobinets S., Kandakov R., Zadoroznij S. Experience of transanal endoscopic microsurgery (TEM) in early rectal tumors treatment // ICACT, 22nd International Congress on Anti-Cancer Treatment. — Paris, France, 1st-4th February, 2011. — Abstract Book. — P. 197—198.
17. Myasoyedov S. D., Myasoyedov D. V., Moiseyev P. S. Application of mammary gland endoprosthesis without a shell in modern oncomammological practice // Engineering.- 2012. — Vol. 4, October (Suppl.). — P. 72-75.
18. Мясоєдов С. Д. Наслідки комбінованої лівобічної геміколектомії, виконаної з приводу раку ободової кишки // Клін. хірургія. — 2013. — № 10. — С. 9-10.
19. Мясоедов С. Д., Кошель К. В., Мясоедов Д. В., Гордийчук П. И., Кухар И. В., Богданова С. И. Непосредственные и отдалённые результаты хирургического и комбинированного лечения больных раком правой половины толстой кишки при различных локализациях опухоли // Клін. хірургія. — 2014. — № 9. — С. 9-11.
20. Мясоедов С. Д., Терсенов Я. А., Мясоедов Д. В., Кошель К. В., Сорокин Б. В. Отсроченная и первичная реконструкция груди у больных раком грудной железы // Клін. хірургія. — 2016. — № 11. — С. 43-46.